# Thomas Thomson (botaniste)
Pour les articles homonymes, voir Thomas Thomson (homonymie) et Thomson.
Thomas Thomson est un botaniste écossais, né en 1817 et mort en 1878.

## Biographie
Il est le fils de Thomas Thomson, professeur de chimie à Glasgow. Après des études de médecine, il devient médecin pour le compte de la Compagnie anglaise des Indes orientales. Il prend en charge le jardin botanique de Calcutta en 1855. Les collections faites par Joseph Dalton Hooker et par lui-même sont transférées à Calcutta.